# Linkeroever (film)
Linkeroever is een horror-thriller van Pieter Van Hees uit 2008.
De film ging in Vlaanderen op 26 maart 2008 in première. Op het Gotham Screen 2008 Film Festival, een festival dat van 30 oktober tot 2 november 2008 plaatsvond in New York en dat films van jonge filmmakers programmeert, werd de film als openingsfilm geprogrammeerd. Uiteindelijk ging Linkeroever met twee Circleframe Awards lopen. Eline Kuppens werd bekroond als Beste Actrice en de Prijs voor Beste Fotografie ging naar Nicolas Karakatsanis.

## Verhaal
Marie is een jonge atlete die na een blessure intrekt bij haar nieuwe vriend Bobby, met wie ze een passionele relatie heeft. Haar nieuwe woonplaats, een appartement in de Riverside Tower aan de Esmoreitlaan op Linkeroever, zorgt echter voor zware problemen: Marie ontdekt dat de vorige huurster Hella Govaerts verdwenen is, ze vindt een zwart gat in de kelders van het gebouw en twijfelt aan de betrouwbaarheid van Bobby. Langzamerhand belandt ze in een isolement. Marie raakt geobsedeerd door het mysterie van Hella Govaerts en lijdt ondertussen aan hoofdpijn, misselijkheid, spanning en slapeloosheid. Terwijl Bobby haar theorieën en angsten maar niets vindt, duikt Marie dieper in haar onderzoek en wordt ze achterdochtig tegenover haar liefhebbende vriend en het chique gebouw, waarvan de lang verborgen geheimen angstaanjagende gevolgen hebben.
Terwijl de politie dichterbij komt en verschillende mysterieuze sterfgevallen begint te onderzoeken, wordt onthuld dat Bobby deel uitmaakt van een oude religieuze sekte die wedergeboorte viert en elke zeven jaar een mysterieus ritueel uitvoert op Samhain. Als de dag van het ritueel nadert, probeert Marie te vertrekken, maar Bobby brengt terug. De sekte voert het ritueel uit en dwingt Marie in een zwarte, waterige put. Terwijl ze erdoorheen gaat, ervaart ze een visioen en wordt vervolgens herboren als baby in de armen van haar nieuwe ouders.

## Rolverdeling
| Acteur               | Personage      |
| -------------------- | -------------- |
| Eline Kuppens        | Marie          |
| Matthias Schoenaerts | Bobby D'Hondt  |
| Sien Eggers          | Bieke          |
| Marilou Mermans      | Jeanne         |
| Tom Dewispelaere     | Dirk           |
| Frank Vercruyssen    | Gilbert        |
| Sara De Bosschere    | Veerle         |
| Robbie Cleiren       | dokter Verbeke |
| Darya Gantura        | Dunja          |
| Ruth Becquart        | Hella Govaerts |
| Manou Kersting       | Krabbeke Slijk |
| Stefan Perceval      | agent Eddy     |
| Bert Haelvoet        | agent Bob      |
| Luc Nuyens           | ostheopaat     |
| Günther Lesage       | postbode       |
| Mark Verstraete      | archivaris     |
| Peter Van den Eede   | conciërge      |